# Pavle (patrijarh srpski)
Patrijarh srpski Pavle (rođen kao: Gojko Stojčević; Kućanci kod Donjeg Miholjca, Hrvatska, 11. rujna 1914. – Beograd, Srbija, 15. studenoga 2009.), 44. arhiepiskop pećki, mitropolit beogradsko-karlovački i patrijarh srpski. Pavle je bio na čelu Srpske pravoslavne crkve tijekom burnog razdoblja raspada Jugoslavije 1990-ih godina.

## Djetinjstvo i mladost
Patrijarh Pavle je rođen kao Gojko Stojčević u selu Kućanci u tadašnjoj Trojednoj Kraljevini Hrvatskoj, Slavoniji i Dalmaciji. Izgubio je roditelje u ranom djetinjstvu, te ga je odgojila tetka. Nakon završene osnovne škole, Pavle je završio nižu gimnaziju u Tuzli, a zatim je završio šestorazrednu bogosloviju u Sarajevu.
Nakon završenog pravoslavne bogoslovije, Pavle napušta Sarajevo i odlazi u Beograd, gdje završava više razrede gimnazije i zatim paralelno studira na dva fakulteta: teologiji i medicini. Ostavio je studij medicine zbog nemogućnosti školovanja usporedo na dva fakulteta tijekom ratne neimaštine, te diplomira teologiju 1942. godine. Tijekom Drugog svjetskog rata sklonio se u samostan Svete Trojice u Ovčaru, a kasnije se preselio u Beograd.
Nakon rata iako školovani teolog zbog teških životnih uvjeta biva prisiljen raditi i na gradilištu, no zbog lošeg zdravstvenog stanja počinje s redovničkim životom u manastiru Svete Trojice u Ovčaru gdje ujedno radi kao vjeroučitelj djeci izbjeglicama u Banji Koviljači.

## Redovnički život
Izvjesno vrijeme proveo je u manastiru Vujan. Zaređen je u samostanu Blagoveštenje u Ovčaru 1946. godine, kada zaređenjem dobiva ime Pavle po kršćanskom svecu. Služio je kao hodočasnik u Blagoveštrenju, a kasnije u samostanu Rača između 1949. i 1955. godine. Godine 1954. Pavle je zaređen u čin jeromonaha. Iste je godine zaređen kao protosinđel, a 1957. godine kao arhimandrit.
Između 1955. i 1957. Pavle je upisao postdiplomske studije na Pravoslavnoj Teološkoj školi Sveučilišta Atena u Grčkoj. Doktorirao je na Novom zavjetu i liturgiji u klasi Teološke akademije u Ateni.

## Episkop
Izabran je za episkopa raško-prizrenskog 29. studenog 1957. godine, a posvećen je 21. rujna 1957. godine, u beogradskoj Sabornoj crkvi. Čin posvećenja obavio je Patrijarh srpski Vikentije. Za episkopa raško-prizrenskog zaredjen je 13. listopada 1957. godine, u prizrenskoj Sabornoj crkvi.
U Eparhiji raško-prizrenskoj gradio je nove crkve, obnavljao stare i porušene, posvećivao i zaređivao nove svećenike i redovnike i bio blizak narodu, te je surađivao i s većinskim albanskim stanovništvom. Brinuo se o Prizrenskoj bogosloviji, gdje je povremeno držao i predavanja iz crkvenog pjevanja i crkvenoslavenskog jezika. Često je putovao, obilazio i služio u svim mjestima svoje eparhije. S kosovskim ratom, prizrenska Bogoslovija Svetih Ćirila i Metoda je privremeno premještena u Niš, a sjedište Raško-prizrenske eparhije iz Peći u manastir Gračanicu.
Kao episkop raško-prizrenski svjedočio je u Ujedinjenim nacijama pred mnogobrojnim državnicima, o problemima Srba na Kosovu i Metohiji.

## Patrijarh
Na mjesto Patrijarha Srpske pravoslavne crkve izabran je 1. prosinca 1990. godine. Sljedećeg dana, 2. prosinca, bio je ustoličen u sabornoj crkvi u Beogradu. Ceremoniju je vodilo 12 episkopa, 12 svećenika i 13 đakona. Izbor je obavljen za života prethodnog patrijarha, Germana, zbog njegove dugotrajne teške bolesti, na prijedlog liječničkog Konzilijuma Vojnomedicinske akademije u Beogradu koje je potvrđeno stručnim nalazom. Pavlovo ime bilo je stavljeno na popis kandidata u devetom krugu glasovanja. Dovoljni broj glasova za ulazak na listu kandidata u prvom krugu dobili su episkop šumadijski Sava i episkop žički Stefan, a tek u devetom krugu glasovanja, sasvim neočekivao, za trećeg kandidata izaban je episkop Raško-Prizrenski Pavle.
Nakon toga, prema tzv. apostolskom načinu biranja, koverte s imenima trojice kandidata za patrijarha stavljene su na Evanđelje, arhimandrit tronoški Antonije Đurđević ih je promiješao i potom izvukao omotnicu s imenom novog patrijarha. Po pravilima Ustava SPC, najstariji prisutni crkveni velikodostojnik metropolit sarajevski Vladislav otvorio je omotnicu i pročitao ime novog patrijarha, bio je to na iznenadjenje svih episkop raško-prizrenski Pavle.
Kako se ni kao patrijarh nije odrekao redovničkog načina života (redovit post), nosio je redovničku odjeću i odbijao je da ga se vozi autom, vozio se tramvajem ili vlakom, susretao se na ulicama s običnim ljudima te je zbog toga imao velike simpatije u narodu.
Za vrijeme od kada je postao srpski patrijarh obnovljeno je i osnovano više eparhija. Obnovljena je Bogoslovija na Cetinju 1992. godine. Otvorena je 1994. godine Duhovna akademija Svetog Vasilija Ostroškog u Foči i Bogoslovija u Kragujevcu 1997. godine, kao odsjek Bogoslovije Svetog Save u Beogradu. Osnovana je i informativna služba Srpske pravoslavne crkve Pravoslavlje Press.
Pokrenio je 1993. godine u Beogradu Akademiju za umjetnosti i konzervaciju, s nekoliko odsjeka (ikonopis, freskopis, konzervacija). Nakon pada Miloševića i demokratskih promjena u Srbiji u vrijeme vlade Zorana Djindjića, nastava vjeronauke je vraćena u škole (2002), kao i Bogoslovski fakultet u okvir Sveučilišta u Beogradu iz koga su ga komunističke vlasti izbacile 1952. godine.

## Smrt i pokop
Od 13. studenog 2007. patrijarh Pavle bio je na liječenju u Vojno-medicinskoj akademiji u Beogradu, a 8. rujna 2008. podnio je molbu Svetom arhijerejskom Saboru SPC da mu "zbog zdravstvenih razloga i nemoći" dozvoli da se povuče iz aktivne službe patrijarha. Molba patrijarha Pavla na Saboru SPC 11. studenog 2008. jednoglasno je odbačena od svih arhijereja. Preminuo je 15. studenog 2009. godine oko 10:45 u Beogradu u 96. godini. Povodom njegove smrti Vlada Republike Srbije proglasila je trodnevnu žalost u zemlji. Ekumenski carigradski patrijarh Bartolomej I. i metropolit crnogorsko-primorski Amfilohije Radović održali su bogoslužje ispred Hrama Svetog Save uz prisustvo nekoliko stotina tisuća ljudi. Predstavnika političkog vrha Srbije, Crne Gore, Bosne i Hercegovine te Sjeverne Makedonije. Misu zadušnicu služili su i patrijarh Rumunjske Pravoslavne crkve Danilo, arhiepiskop Albanske pravoslavne crkve Anastasios i metropolit Pravoslavne crkve čeških zemalja i Slovačke Kristofor kao i predstavnici drugih pravoslavnih crkvi te predstavnici redovničkih zajednica sa Svete Gore u Grčkoj. Takodjer na pokopu je bio i predstavnik kanonski nepriznate Makedonske pravoslavne crkve, njezin poglavar arhiepiskop Stefan. Među gostima bili su nadbiskup beogradski Stanislav Hočevar, reis-ul-ulema Islamske zajednice Srbije Adem Zilkić. Svetu Stolicu predstavljao je čelnik kardinalskog zbora, kardinal Angelo Sodano uz nekoliko biskupa iz Hrvatske i Bosne i Hercegovine. Patrijarh Pavle pokopan je po osobnoj želji u Manastiru Rakovica kod Beograda.

## Kritike i kontroverze
Patrijarh Pavle tražio je kao poglavar SPC-a da se veliki dio hrvatskog teritorija, na kojem žive Srbi, "mora naći pod zajedničkim krovom sa sadašnjom Srbijom i svim srpskim krajinama". U uskrsnoj poslanici 1991. godine, koja je čitana u svakoj srpskoj pravoslavnoj crkvi na svečanoj uskrsnoj misi, izmislio je stotine tisuća Srba u logorima Hrvatske, prigodom uskrsne mise poručio je Srbima da je navodno samo u logoru Jasenovac, tijekom Drugog svjetskog rata, ubijeno 700.000 Srba, "ako ne više, ne manje". Tu su Hrvati, prema riječima patrijarha Pavla, ubijali Srbe "krvožderjem". Prema njegovim riječima Jasenovac je čak "novo raspeće Hristovo" i "greh svih grehova", te da je za patrijarha Pavla taj zločin Hrvata "do danas ostao neokajan i nepokojan", a poslanicom je ubrzao podizanje barikada i noćnih straža perd srpskim selima u Hrvatskoj svojim "strahovima" da se Srbi u Hrvatskoj danas (1991.) nalaze "pred novim bratoubilaštvom".
Patrijarh Pavle je bio izložen kritikama u Bosni i Hercegovini kao i u Hrvatskoj zbog svojih izjava tijekom rata kada je on ili crkva kojom predsjeda javno podržavala promjenu granica. On sam će u svom pismu 1991. godine tijekom rata u Hrvatskoj izjaviti: "Srbi ne mogu da žive sa Hrvatima ni u kakvoj državi. Ni u kakvoj Hrvatskoj". Kratko vrijeme potom Sveti Arhijerejski Sabor Srpske pravoslavne crkve donosi u prvom mjesecu 1992. godine odluku da ne priznaje granice između jugoslavenskih republika, a također će biti donesena odluka da se samo dvije godine nakon pokolja Bošnjaka u Foči tamo otvori Duhovna akademija Svetog Vasilija Ostroškog.
Nedugo poslije zločina protiv čovječnosti i etničkog čišćenja Hrvata iz sklopa RSK, te Hrvata i Bošnjaka iz zapadne Bosne, nastaje veliki zaokret u crkveno-političkom pojavljivanju patrijarha SPC-a Pavla. "Zagrebačke poruke 1999." počinju njegovom Božićnom porukom u kojoj poziva sve vjernike u Srbiji, ali i srpsku dijasporu koja živi u drugim nacionalnim i državnim sredinama, da prema "svima" pokažu razumijevanje, susretljivost i kršćansku ljubav. Godine 1999. poslije ljubljanskog boravka 15. ožujka stigao je u Zagreb. U propovijedi je rekao: "dileme nema oko opredjeljenja za poštivanje hrvatskog Ustava i zakona te odnosa prema domovini". Dileme nema ni prema civiliziranoj "integraciji u hrvatsko društvo". U završnom dijelu poručuje: "veliko zlo je u ovom ratu zadesilo hrvatski narod, ali i srpski. Mnogi naši sunarodnjaci su u njemu učestvovali". Idućeg je dana patrijarh posjetio zagrebačkog nadbiskupa Josipa Bozanića, a u podne i predsjednika hrvatske države dr. Franju Tuđmana. Tijekom susreta hrvatski je predsjednik istaknuo da bi taj posjet trebao pridonijeti normalizaciji odnosa hrvatskog i srpskog naroda te normalizaciji odnosa između dviju susjednih suverenih država.
Tijekom rata u Bosni i Hercegovini Pavle je prijateljevao s Karadžićem i Mladićem, ali je u danas gotovo zaboravljenoj izjavi: "Budimo ljudi iako smo Srbi" osudio tamošnje srpske zločine. Zadnja poznatija politička izjava mu je bila o pitanju srpskom Kosovu
Više od 10 godina nakon rata u Hrvatskoj i Bosni i Hercegovini to jest 2007. godine on će također izjaviti:
| „                        | A ja kažem: ako bi trebalo da se održi Velika Srbija zločinom, ja na to pristao ne bih nikada; neka nestane Velike Srbije, ali zločinom da se održava – ne. Ako bi bilo potrebno i nužno jedino da se održi Mala Srbija zločinom, ja i na to ne bih pristao. Neka nestane i Male Srbije ali zločinom da se održi – ne. I kad bi trebalo da se održi poslednji Srbin, ja da sam taj poslednji Srbin, a da se održi zločinom – ne pristajem, neka nas nestane ali da nestanemo kao ljudi, jer nećemo onda nestati, živi ćemo otići u ruke Boga Živoga. | ” |
| — Patrijarh srpski Pavle | |   |

Po mišljenju bosanskog fratra Marka Oršolića patrijarh Pavle je bio podložan političkim manipulacijama kao i sve druge vjerske zajednice i poglavari. Reis-ul-ulema 
Islamske zajednice u Bosni i Hercegovini Mustafa ef. Cerić povodom njegove smrti je spomenuo Pavlovo zagovaranje međuvjerskog dijaloga.

## Vanjske poveznice
- Patrijarh Pavle proglašen ratnim zločincem  Arhivirana inačica izvorne stranice od 24. studenoga 2015. (Wayback Machine)